# Boia (okręg Gorj)
Boia – wieś w Rumunii, w okręgu Gorj, w gminie Jupânești. W 2011 roku liczyła 9 mieszkańców.